# Corporación de Fomento de la Producción
A Corporación de Fomento de la Producción (CORFO) é uma agência governamental chilena, sendo um órgão multissetorial encarregado de promover a produção nacional e promover o crescimento econômico regional.
Atualmente, a CORFO conta com mais de 50 programas que apoiam 200.000 beneficiários por ano e que têm como objetivo transformar o Chile em um país mais desenvolvido até o final desta década.
Foi fundada sob o governo radical de Pedro Aguirre Cerda, em 29 de abril de 1939, pela Corporación de Reconstrucción visando buscar a industrialização do país e coordenar a reconstrução após o terremoto de Chillán de 1939, respectivamente.